# Kejvsalö
Kejvsalö, finska: Keipsalo, är en ö i Finland. Den ligger i Finska viken och i kommunen Lovisa i den ekonomiska regionen  Lovisa i landskapet Nyland, i den södra delen av landet. Ön ligger omkring 71 kilometer öster om Helsingfors.
Öns area är 8,67 kvadratkilometer och dess största längd är 5,7 kilometer i sydöst-nordvästlig riktning. Ön höjer sig omkring 40 meter över havsytan.